# Lucimar de Moura
Lucimar Aparecida de Moura, född 22 mars 1974 i Timóteo, är en brasiliansk friidrottare på internationell elitnivå i kortdistanslöpning. de Moura har åtskilliga segrar vid brasilianska och sydamerikanska mästerskap och ett silver vid panamerikanska spelen. Vid OS tog hon sig till kvartsfinal på 200 meter i Aten 2004 och på 100 meter i Peking 2008. Vid VM har hon deltagit på 100 meter vid fem mästerskap och på 200 meter vid två. I Helsingfors 2005 nådde hon semifinal på båda distanserna och vid övriga starter nådde hon kvartsfinal.

## Personliga rekord
| Gren           | Resultat | Datum                           | Plats     | Kommentar                                           |
| -------------- | -------- | ------------------------------- | --------- | --------------------------------------------------- |
| 100 meter      | 11,17    | 25 juni 1999 25 juni 1999       | Bogotá    | Ännu gällande sydamerikanskt rekord (februari 2010) |
| 200 meter      | 22,60    | 26 juni 1999                    | Bogotá    | Ännu gällande sydamerikanskt rekord (februari 2010) |
| 400 meter      | 54,35    | 1 april 2007                    | São Paulo |                                                     |
| 60 m (inomhus) | 7,50     | 4 februari 2006 4 februari 2006 | Samara    |                                                     |